# Transport maritime de véhicules

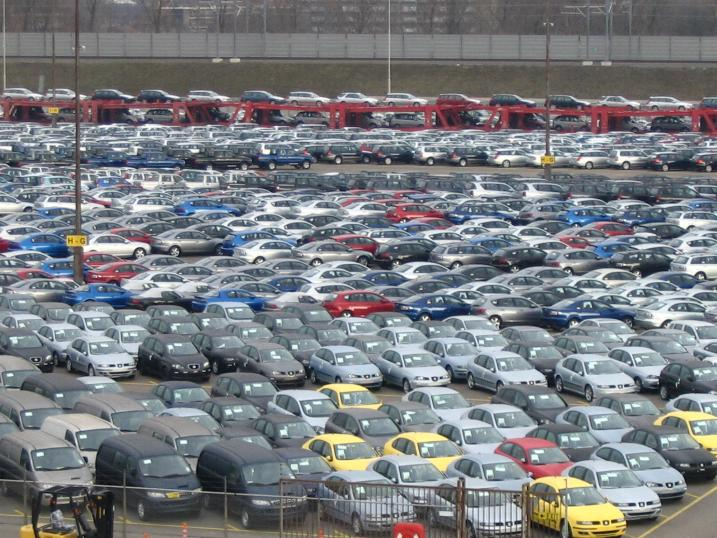
Parcage de voitures destinées à l'exportation dans le port de Rotterdam (Photographie de Danny Cornelissen).

Le transport maritime de véhicules est considéré comme bien spécifique[pas clair]. Cette particularité est définie par le mode du transport spécialisé, la libre circulation des marchandises[pas clair] et le nombre limité des compagnies impliquées dans ce type de transport.
Deux principaux acteurs interviennent dans ce mode de transport, le secteur de l'industrie automobile et les compagnies maritimes de transport. Pour affronter l’évolution du marché et arriver à tirer le maximum de profit, une collaboration étroite est établie entre ces deux acteurs[réf. nécessaire].
La responsabilité du fabricant (industrie de l’automobile) se limite à la livraison des véhicules à quai, où commence la tâche du transporteur.
L’évolution du secteur du transport de véhicules dépend essentiellement de la croissance de la production, des échanges de l‘industrie automobile et sa mondialisation. Ainsi en 2005, 20 à 25 % de la production mondiale qui était estimée à 65 millions de véhicules étaient exportés par voie maritime[réf. nécessaire].
La concurrence et la mondialisation ont poussé les entreprises à améliorer leur offre ; Ainsi les constructeurs automobiles s’implantent de plus en plus à proximité des ports pour expédier leurs produits dans les meilleures conditions et les plus brefs délais[réf. nécessaire].

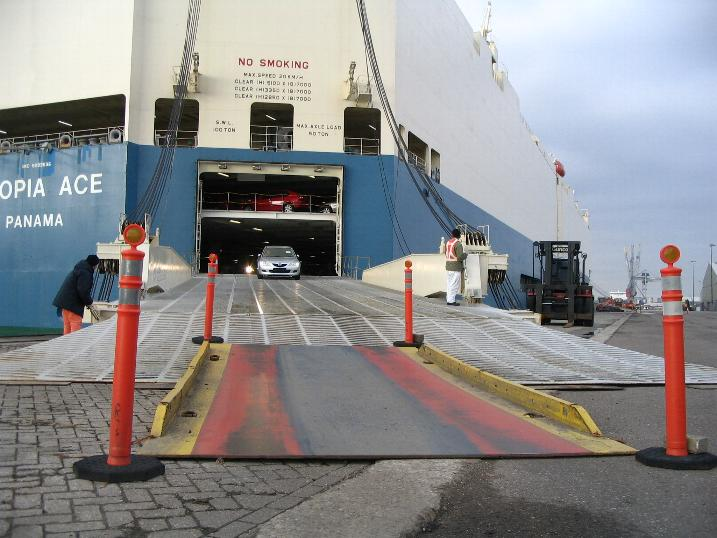
Débarquement de véhicules d'un roulier dans le port de Rotterdam (photographie de Danny Cornelissen).

Quant à l’implication des constructeurs dans le transport maritime, nombreux sont ceux qui considèrent le transport comme faisant partie de leurs tâches, qu’ils doivent mettre sous leur contrôle ou l’exécuter eux-mêmes. Comme exemple Volkswagen, à travers sa filiale transport[Laquelle ?] qui possède ou affrète des « pure car carrier » pour assurer la cheminement de ses produits entre l’Allemagne et l’Amérique[réf. nécessaire].
Des navires spécialisés sont conçus pour répondre aux exigences de ce type de transport, ainsi le PCC (« pure car carrier ») est le plus adapté pour effectuer des voyages transocéaniques avec une capacité moyenne allant jusqu’à 6500 CEU (Car Equivalent Unit)[réf. nécessaire].